# 井上哲夫
井上哲夫（日语：／ Inoue Tetsuo，？—），千叶县出身，日本男子乒乓球运动员，曾就读于专修大学，毕业后加入星辰錶。他曾获得1969年世界乒乓球锦标赛男子团体金牌。